# Họ Mòng biển
Họ Mòng biển (danh pháp khoa học: Laridae) là một họ chim biển thuộc bộ Choi choi (Charadriiformes), bao gồm mòng biển, nhàn, xúc cá và chim cướp biển. Họ này bao gồm 100 loài, chia thành 22 chi.

## Phân loại

### Anous
- Anous (5 loài)
- Gygis (2 loài)

### Xúc cá
- Rynchops (3 loài)

### Mòng biển
- Creagrus (mòng biển đuôi nhạn)
- Rissa (mòng biển xira) (2 loài)
- Pagophila (mòng biển trắng ngà)
- Xema (mòng biển Sabine)
- Chroicocephalus (11 loài)
- Hydrocoloeus (mòng biển nhỏ)
- Rhodostethia (mòng biển Ross)
- Leucophaeus (5 loài)
- Ichthyaetus (5 loài)
- Larus (25 loài)

### Nhàn
- Gelochelidon (2 loài)
- Hydroprogne (nhàn Caspi)
- Thalasseus (8 species)
- Sternula (7 loài)
- Onychoprion (4 loài)
- Sterna (13 loài)
- Chlidonias (4 loài)
- Phaetusa (nhàn mỏ rộng)
- Larosterna (mòng biển Inca)

## Phân bố và môi trường sống
Các loài thuộc họ Laridae phân bố rộng khắp thế giới, và khả năng thích ứng của chúng có thể là một yếu tố. Hầu hết đã sống trên không hơn nhiều so với tổ tiên của chúng, có thể là một dạng chim biển nào đó.